# Khosrov Haroutiounian
Pour les articles homonymes, voir Haroutiounian.
Khosrov Haroutiounian (en arménien Խոսրով Հարությունյան, né le 30 mai 1948 à Erevan) est un homme d'État arménien.
Il fut Premier ministre (1992-1993) et président du parlement avant d'être aujourd'hui à la tête du parti Union démocrate-chrétienne.